# Bob Forrest
Bob Forrest est le chanteur et le parolier des deux groupes Thelonious Monster and The Bicycle Thief formés à Los Angeles. Il a également travaillé à de nombreux projets solo. En septembre 2006, il sort son premier album solo, 
Modern Folk And Blues Wednesday. Il est également conseiller en toxicomanie, apparaissant aux côtés de Dr. Drew dans le show télévisé Celebrity Rehab.Il a aussi été un roadie du groupe Red Hot Chili Peppers à leurs débuts et été un grand ami d'Anthony Kiedis et Flea respectivement chanteur et bassiste du groupe.
Il a interprété la chanson folk "Moonshiner" apparaissant sur la bande originale du film I'm Not There, retraçant de manière imagée la carrière du chanteur Bob Dylan. 
En 2008 il sort une série d'albums live  Happy Hour Hootenany EPs disponibles uniquement sur son site web.
Forrest est actuellement le directeur du programme de dépendance aux substances chimiques de l'hôpital Las Encinas, à Los Angeles. Il est également le protagoniste principal d'un documentaire traitant de ses divers groupes de musique et de sa bataille contre la toxicomanie,  intitulé Bob and the Monster (Bob et le Monstre).

## Source
- (en) Cet article est partiellement ou en totalité issu de l’article de Wikipédia en anglais intitulé « Bob Forrest » (voir la liste des auteurs).